# Propadlý hlas
Jako propadlý, případně ztracený hlas se označuje takový hlas, který se vzhledem k volebním systému nepromítl do výsledků. Typickým příkladem je hlas pro stranu, která nedosáhla uzavírací klauzule. Obvykle je považováno za žádoucí, aby volební systém počet možných propadlých hlasů minimalizoval. Volič, jehož hlas se neprojeví, může ztrácet důvěru v daný volební systém, potažmo ztrácet zájem o účast na politickém dění a ztrácet důvěru v demokracii jako takovou.
Velké množství propadlých hlasů je typické pro většinové volební systémy, ale v menší míře jsou propadlé hlasy běžné i v poměrných volebních systémech. Jedním z řešení pro další minimalizaci počtu ztracených hlasů je použití pořadové volby.
V případech volebních systémů, kde volič může dát jednomu kandidátovi více hlasů (například kumulativní hlasování) je za ztracený hlas považován i „přebytečný“ hlas pro zvoleného kandidáta, který by volič býval mohl uplatnit jinak.